# Ferrovia Lupogliano-Arsia
La ferrovia Lupogliano–Arsia è una linea ferroviaria della Croazia.

## Storia
La linea, costruita per collegare il bacino carbonifero dell'Arsa alla ferrovia Istriana, fu aperta al traffico merci nel 1951.
Nel 1959 fu aperta anche al traffico passeggeri, ma a causa della scarsità di popolazione questo venne soppresso già nel 1966.
Intorno al 1980 la linea fu allacciata anche al porto di Bersizza.
Dopo la dissoluzione della Jugoslavia la linea ha conosciuto un forte declino dovuto all'isolamento delle linee istriane, raggiungibili solo dalla Slovenia, dal resto della rete croata. Attualmente la linea è chiusa al traffico dal 26 dicembre 2009 a causa di una frana che ha interessato il percorso dal km 21+385 al km 21+465.

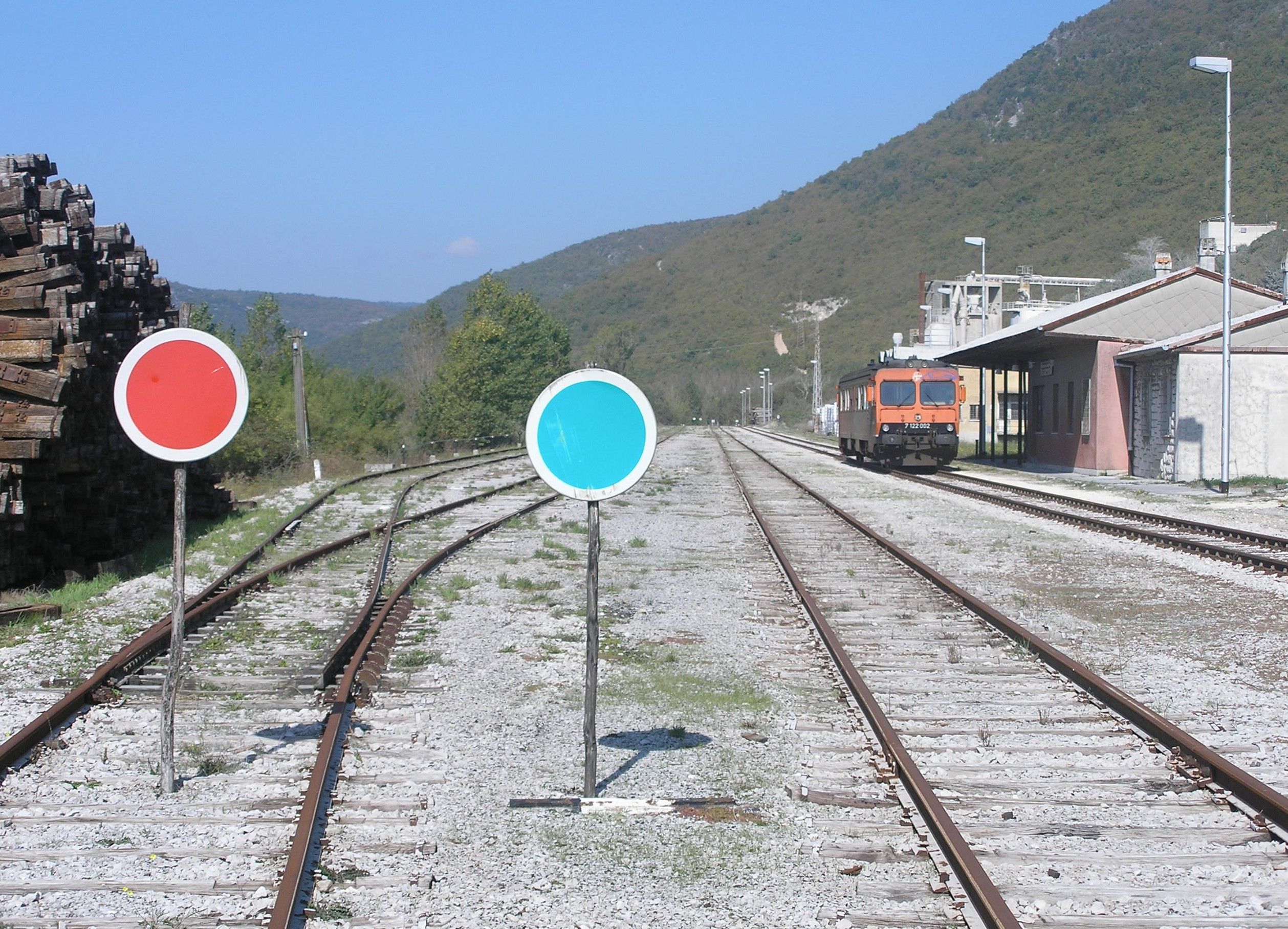
Stazione di Arsia - Raša nel 1997

## Caratteristiche

### Percorso
|  | Unknown route-map component "STR+l" | Unknown route-map component "CONTfq" |

| Station on track |

| Unknown route-map component "CONTgq" | Unknown route-map component "xABZgr" |  |

| Unknown route-map component "exSKRZ-Au" |

| Unknown route-map component "exBHF" |

| Unknown route-map component "exHST" |

| Unknown route-map component "exHST" |

| Unknown route-map component "exBHF" |

| Unknown route-map component "exHST" |

|  | Unknown route-map component "exABZg+l" | Unknown route-map component "exCONTfq" |

| Unknown route-map component "exBHF" |

| Unknown route-map component "exDST" |

| Unknown route-map component "exKDSTe" |